# Brad Mirman
Pour les articles homonymes, voir Mirman.
Brad Mirman est un réalisateur, producteur et scénariste américain né le 28 juin 1953 à Hollywood (Californie).

## Filmographie

### Réalisateur
- 2003 : Wanted (Crime Spree)
- 2005 : Coup de foudre en Toscane (The Shadow Dancer)
- 2011 : The Confession (web-série de 10 épisodes diffusés entre le 28 mars et le 2 mai 2011, avec John Hurt et Kiefer Sutherland)

### Scénariste
- 2014 : Forsaken de Jon Cassar
- 2005 : Coup de foudre en Toscane (The Shadow Dancer) de Brad Mirman
- 2004 : Le Bon Pasteur de Lewin Webb
- 2003 : Wanted de Brad Mirman
- 2003 : Absolon de David Barto
- 2002 : Joshua de Jon Purdy
- 2002 : The Piano Player (TV) de Jean-Pierre Roux
- 1999 : Resurrection de Russell Mulcahy
- 1999 : Gideon (en) de Claudia Hoover
- 1997 : La Dernière Cavale de Kiefer Sutherland
- 1995 : Highlander 3 (Highlander III: The Sorcerer) d'Andrew Morahan
- 1993 : Body de Uli Edel
- 1992 : Face à Face de Carl Schenkel

### Producteur
- 2005 : Coup de foudre en Toscane (The Shadow Dancer) de Brad Mirman
- 1999 : Gideon (en) de Claudia Hoover

### Producteur exécutif
- 1992 : Face à Face de Carl Schenkel